# グルーメス
グルーメス（イタリア語: Grumes）は、イタリア共和国トレンティーノ＝アルト・アディジェ州トレント自治県アルタヴァッレにある分離集落（フラツィオーネ）。
かつては独立の自治体（コムーネ）であったが、2016年1月1日に近隣のファヴェル、グラウノ、ヴァルダと合併し、新自治体の一部となった。

## 地理

### 位置・広がり
トレント自治県北部に位置するコムーネ。県都トレントから北東へ21kmの距離にある。

#### 隣接コムーネ
コムーネとしてのグルーメスは、以下のコムーネと隣接していた。括弧内のBZはボルツァーノ自治県所属を示す。
- サロルノ (BZ)
- グラウノ
- ソヴェール
- ヴァルダ
- セゴンツァーノ

## 行政

### Comunita di valle
トレント自治県が設置した広域行政組織 Comunita di valle 「ヴァッレ・ディ・チェンブラ」 (it:Comunita della Valle di Cembra)  （事務所所在地: ファヴェル）に属する。

## 文化・観光
「スローシティ」加盟都市である。